# Unités de volontaires arméniens
Ne pas confondre avec les Armenian Volunteer Corps.
Les unités de volontaires arméniens (en arménien : Հայ կամավորական ջոկատներ ; en russe : Добровольческий армянский корпус, dobrovoltcheski armianski korpus, « corps volontaire arménien ») sont des unités militaires exclusivement composées d'Arméniens et intégrées à l'armée impériale russe pendant la Première Guerre mondiale. Ces unités, formées à l'automne 1914, ont combattu sur le front du Moyen-Orient.

## Histoire
En août 1914, après la déclaration de guerre de l'Allemagne contre la Russie, le comte Illarion Vorontsov-Dachkov, le vice-roi russe du Caucase, approcha les chefs arméniens de la ville russe de Tiflis afin de discuter d'une éventuelle formation d'un corps de combat indépendant au sein de l'armée russe. Ce corps de combat serait composé des sujets arméniens de l'Empire russe. Cependant, les arméniens étaient déjà enrôlés dans l'armée russe régulière et combattaient au front de l'Est. Vorontsov-Dashkov offrait de fournir assez d'armes et de fournitures militaires afin d'équiper quatre bataillons pour qu'ils participent à la lutte contre l'Empire ottoman (les Ottomans n'entrèrent dans la guerre qu'en octobre de cette même année). Son offre a été chaleureusement accueillie et, après quelques semaines, des volontaires arméniens de tout le Caucase commencèrent à s'inscrire. La responsabilité de la formation de ces unités a été confiée à un comité spécial créé par le Congrès arménien des Arméniens de l'Est, qui coordonna principalement ses activités à Tiflis, Erevan et Alexandrapol.

### Création
La création des unités de volontaires arméniens au sein de l'armée russe remonte à l'été 1914. Le comte Illarion Vorontsov-Dachkov consulta le maire de Tiflis, Alexandre Khatissian, l'évêque de Tiflis, Mesrop, ainsi que le dirigeant civique proéminent, le Dr Hakob Zavriev, concernant la création de détachements de volontaires arméniens. Ces unités seraient employées sur le front du Caucase pendant la Première Guerre mondiale.
Les arméniens composants les unités de volontaires étaient principalement natifs de la région du Caucase et attendaient avec impatience de prendre les armes « pour libérer leur patrie ». Dans plusieurs villes occupées par les forces russes, un grand nombre d'étudiants arméniens déclarèrent être prêts à rejoindre les unités arméniennes de l'Empire russe. Outre les soldats réguliers de l'armée du Caucase russe, près de 20 000 membres d'unités irrégulières arméniennes se sont déclarés prêts à prendre les armes contre l'Empire ottoman. La taille de ces unités augmenta durant la guerre et Boghos Nubar donna le nombre de membres composant ces unités lors de la conférence de paix de Paris, en 1919. 150 000 Arméniens faisaient partie des unités de volontaires de l'Empire russe et environ 40 000 étaient membres d'unités irrégulières arméniennes.

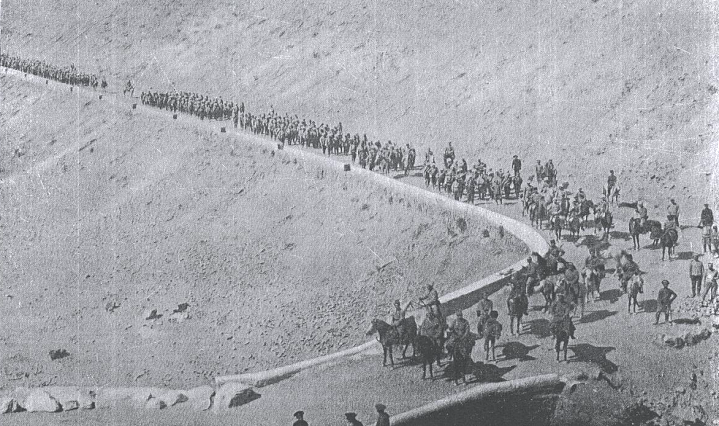
1er bataillon arménien
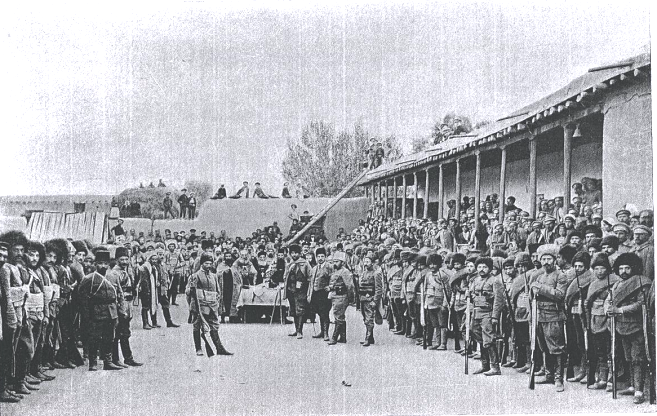
2e bataillon arménien
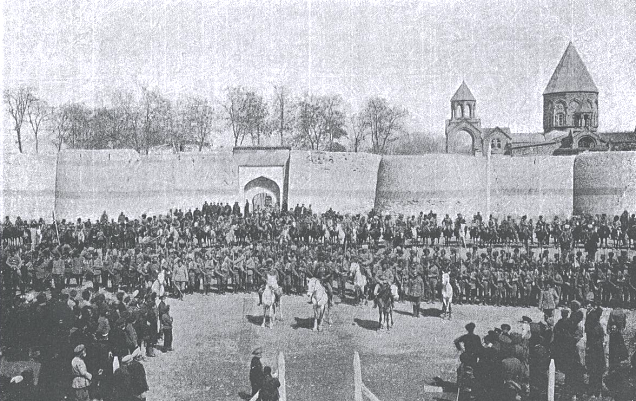
3e bataillon arménien
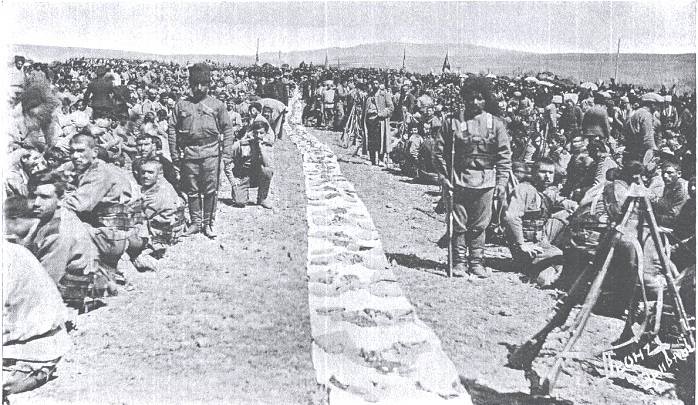
4e bataillon arménien

### Ordre de bataille en 1914
Le commandant des unités de volontaires arméniens par intérim, Andranik Ozanian, était sous les ordres du vice-roi du Caucase Illarion Vorontsov-Dachkov.
- Unités de volontaires arméniens
  - 1er bataillon (Andranik Ozanian)
  - 2e bataillon (Drastamat Kanayan et Armen Garo)
  - 3e bataillon (Hamazasp Srvandztyan (en) surnom Hamazasp)
  - 4e bataillon (Arshak Gafavian surnom Keri)
  - Régiment Ararat (Sarkis Mehrabian surnom Vartan)

Le détachement d'Andranik fut assigné au front perse sous le commandement de Tovmas Nazarbekian. Les 2e, 3e et 4e bataillons furent affectés à la campagne du Caucase. Drastamat Kanayan et Armen Garo dirigèrent le 2e bataillon lors des offensives autour du lac Van, (Vaspourakan). Les 3e et 4e bataillons commandés respectivement par Hamazasp Srvandztyan et Arshak Gafavian furent, quant à elles, affectées à des positions le long de l'oblast de Kars. L'offensive d'Enver Pacha avait de grandes chances de succès si les trois ailes de la 3e armée avaient pu atteindre leurs objectifs à temps. Le dixième corps de l'armée ottomane, lors de sa marche d'Olti jusqu'à Sarikamish, a subi un retard de 24 heures dans le col de Barduz, en raison de la résistance héroïque du 4e bataillon de volontaires arméniens. Ce retard permis à l'armée russe du Caucase de concentrer une force suffisante autour de Sarikamish, entraînant la destruction de la troisième armée ottomane dans la bataille de Sarikamish.

### Ordre de bataille en 1915
Le commandant des unités de volontaires arméniens par intérim, Andranik Ozanian, était sous les ordres du vice-roi du Caucase Illarion Vorontsov-Dachkov.
Lors du siège de Van, 20 000 soldats des unités de volontaires arméniens appuyaient l'armée russe. L'armée russe entra à Van le 16 mai 1915,. Le 15 octobre 1915, après de lourds combats dans la région du lac de Van, 500 soldats arméniens perdirent la vie et on dénombrait plus de 120 blessés ou disparus.

### Ordre de bataille en 1916
Les unités de volontaires arméniens s'étant battus sous les ordres de commandants arméniens furent observées dans l'armée russe du Caucase comme des bataillons d’infanterie sous les ordres d'officiers russes. Aux environs de 1916, plus de 1 000 soldats des unités de réserves arméniennes quittèrent l'armée russe dans le front de l'Est afin de rejoindre les unités irrégulières arméniennes (fedayi).

### Ordre de bataille en 1917
Le front russe du Caucase s'effondra après l'abdication du tsar. En 1917, le Congrès arménien des Arméniens de l'Est demanda aux soldats et officiers arméniens dispersés dans les régions occupées par la Russie de progressivement se réunir. Le plan était de mobiliser les Arméniens sur le front du Caucase. Dans ce but, un Comité arménien militaire a été formé avec le général Bagradouni à sa tête. Ces conscrits arméniens et des volontaires de l'armée russe ont ensuite formé le noyau des forces armées de la Première République d'Arménie.

## Origine des volontaires
Essentiellement composées de soldats arméniens issus de l'Empire russe, elles incluaient également des Arméniens de l'Empire ottoman. Des volontaires arméniens venus des États-Unis d'Amérique rejoignent le corps en mars, mai et novembre 1915 après un long périple via Arkhangelsk.